# ジベティアン
| 累代        | 代     | 紀           | 基底年代 Mya |
| ----------- | ------ | ------------ | ------------ |
| 顕生代      | 新生代 | 第四紀       | 2.58         |
| 顕生代      | 新生代 | 新第三紀     | 23.03        |
| 顕生代      | 新生代 | 古第三紀     | 66           |
| 顕生代      | 中生代 | 白亜紀       | 145          |
| 顕生代      | 中生代 | ジュラ紀     | 201.3        |
| 顕生代      | 中生代 | 三畳紀       | 251.902      |
| 顕生代      | 古生代 | ペルム紀     | 298.9        |
| 顕生代      | 古生代 | 石炭紀       | 358.9        |
| 顕生代      | 古生代 | デボン紀     | 419.2        |
| 顕生代      | 古生代 | シルル紀     | 443.8        |
| 顕生代      | 古生代 | オルドビス紀 | 485.4        |
| 顕生代      | 古生代 | カンブリア紀 | 541          |
| 原生代      | 原生代 | 原生代       | 2500         |
| 太古代      | 太古代 | 太古代       | 4000         |
| 冥王代      | 冥王代 | 冥王代       | 4600         |
| 1. 2. 3. 4. |        |              |              |

ジベティアン（英: Givetian）は、国際層序委員会によって定められた地質学用語である、地質時代名の一つ。3億8770万年前（誤差80万年）から3億8270万年前（誤差160万年）にあたる、中期デボン紀を二分した後期である。前の期は中期デボン紀前期アイフェリアン、続く期は後期デボン紀前期フラニアン。ジヴェ期とも呼ばれる。

## 層序
ジベティアン階は1879年にフランスの地質学者ジュール・ゴスレが提唱し、1981年に Subcommission on Devonian Stratigraphy が中部デボン系の層序に認めた。

## 地層の分布
中華人民共和国広西チワン族自治区欽州市板城近くには、ジベティアンから前期石炭紀のトルネーシアンまで珪質岩層が分布する。そのうちジベティアン階から中部フラニアン階までは黒色有機質珪質泥岩と黒色チャートから構成されている。
日本の北上山地に分布する根茂田帯根茂田コンプレックスから産出した放散虫群集は Trilonche minax 群集に類似する。T. minax 群集はコノドント化石から最後期ジベティアンからフラニアンに位置付けられている。